# Проказнинский сельсовет
Проказнинский сельсовет — сельское поселение в Бессоновском районе Пензенской области Российской Федерации.
Административный центр — село Пыркино.

## История
Статус и границы сельского поселения установлены Законом Пензенской области от 2 ноября 2004 года № 690-ЗПО «О границах муниципальных образований Пензенской области».

## Население
| 2002  | 2010  | 2012  | 2013  | 2014  | 2015  | 2016  |
| ----- | ----- | ----- | ----- | ----- | ----- | ----- |
| 1802  | ↘1726 | ↘1684 | ↗1710 | ↗1737 | ↗1753 | ↗1817 |
| 2017  | 2018  | 2021  |       |       |       |       |
| ↘1798 | ↘1767 | ↘1666 |       |       |       |       |

## Состав сельского поселения
| № | Населённый пункт      | Тип населённого пункта       | Население |
| - | --------------------- | ---------------------------- | --------- |
| 1 | Вазерское Лесничество | посёлок                      | 1         |
| 2 | Детский Санаторий     | населённый пункт             | 28        |
| 3 | Заводской             | посёлок                      | 20        |
| 4 | Проказна              | село                         | ↘518      |
| 5 | Пыркино               | село, административный центр | ↘1159     |

## Достопримечательности
|  |                                                                                               |  |                                                         |  |                                                         |  |  |
|  | Частично восстановленная колокольня и руины храма Михаила Архангела в селе Проказна (XIX век) |  | Руины храма Михаила Архангела в селе Проказна (XIX век) |  | Руины храма Михаила Архангела в селе Проказна (XIX век) |  |  |

|  |                                            |  |                                                  |  |                                                                |  |  |
|  | Усадьба Араповых в селе Проказна (XIX век) |  | Храм Рождества Христова в селе Пыркино (XIX век) |  | Мемориал участникам Великой Отечественной войны в селе Пыркино |  |  |